# Stadion Birkenwiese
Das Stadion Birkenwiese (ab 2023 auch: Sparkasse Arena Birkenwiese) ist ein Fußballstadion in Dornbirn im österreichischen Bundesland Vorarlberg. Als Fußballstadion dient die Birkenwiese dem in der 2. Liga spielenden FC Dornbirn 1913 als Spielstätte.

## Geschichte

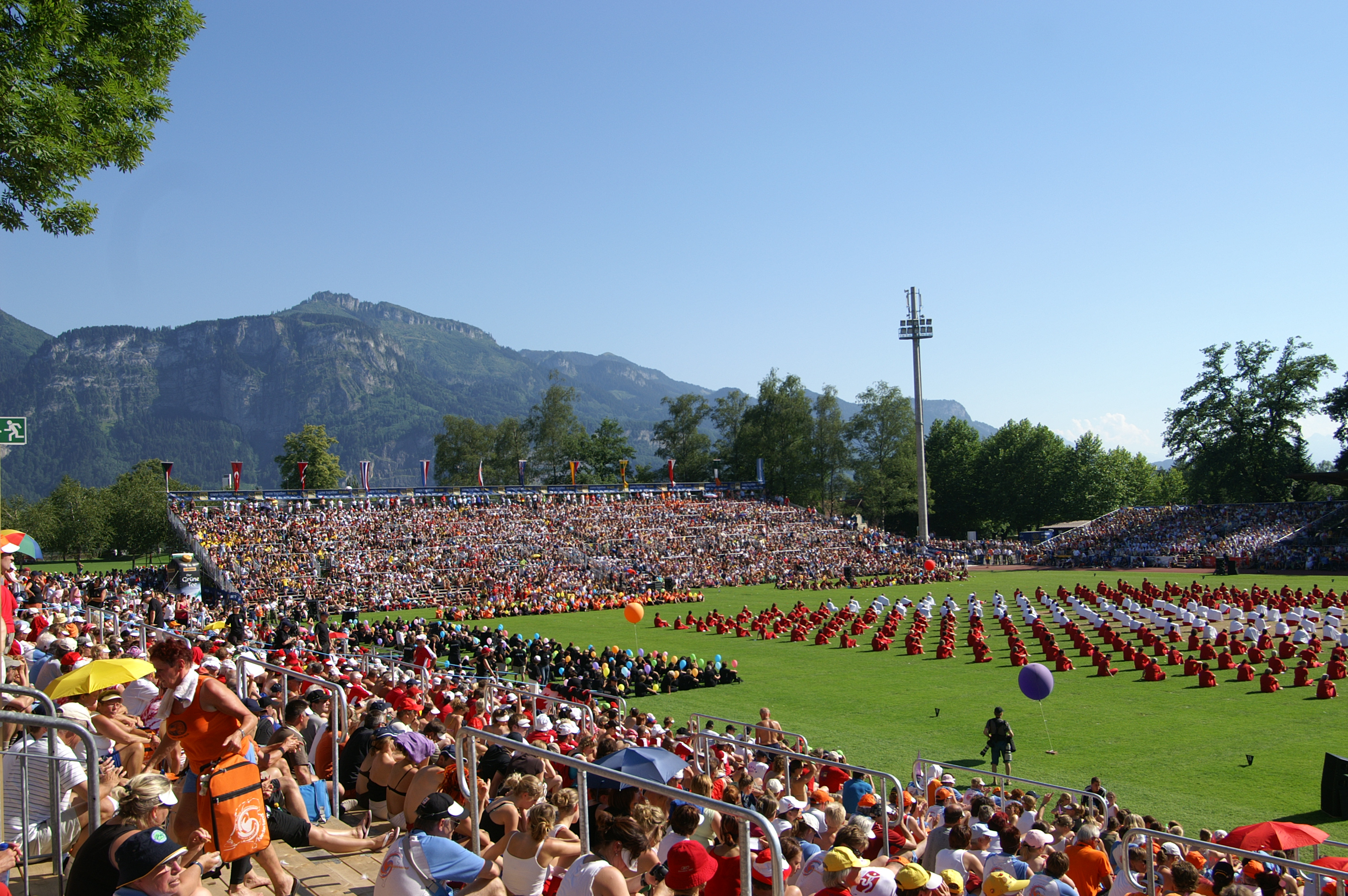
Tribünenerweiterung bei der Abschlussfeier der Weltgymnaestrada 2007

Das Gelände des städtischen Sportplatzes Birkenwiese wurde im Jahr 1935 errichtet, gleichzeitig mit der Siedlung Birkenwiese. Während den Veranstaltungen der Gymnaestrada 2007 sowie der Gymnaestrada 2019, bei denen das Stadion Birkenwiese unter anderem als Ort der Eröffnungs- und Abschlussfeierlichkeiten einer der Hauptaustragungsorte war, wurde die Kapazität des Stadions auf 30.000 Plätze erweitert.
Nach dem Aufstieg des FC Dornbirn in die zweithöchste Spielklasse in der Saison 2009/10 beschloss die Stadtvertretung mehrstimmig, das bestehende Stadiongelände zu adaptieren und zur Bundesligatauglichkeit umzubauen. Insbesondere der Einbau einer neuen Flutlichtanlage wurde in diesem Zug realisiert. Aufgrund der Umbauarbeiten konnte der FC Dornbirn das Stadion vorerst nicht bei Heimspielen in der Liga verwenden, sondern musste diese auswärts (meistens in der Cashpoint-Arena des SCR Altach) austragen. Am 28. August 2009 fand erstmals ein Spiel in der höheren Liga im Heimstadion des FC Dornbirn statt.

## Lage und Verkehrsanbindung
Das Stadion Birkenwiese und die umgebenden Sport- und Freizeitflächen, die gemeinsam mehr als 6,8 Hektar Fläche ausmachen, liegen im Dornbirner Stadtteil Schoren. Nordwestlich der Sportanlagen grenzen diese direkt an das Landessportzentrum sowie das Heeresleistungszentrum. Teilweise auf dem Gelände des Landessportzentrums, aber ebenfalls zum öffentlichen Sportanlagenkomplex gehörend befinden sich noch ein „Fun-Court“, zwei Beachvolleyballplätze, ein kleines Fußballfeld und ein großer Kunstrasenplatz. Nördlich grenzen zudem die Tennisplätze des TC Dornbirn an die städtischen Sportanlagen. Das gesamte Gelände liegt am Rand des Siedlungsgebiets und direkt am als Naherholungsgebiet genutzten Damm der Dornbirner Ach, die östlich vorbeifließt.
Erreichbar ist das Stadion Birkenwiese im Individualverkehr über die L 42 Werbenstraße (im örtlichen Straßennetz als Höchsterstraße bezeichnet). Alternativ können die Linien 201 und 210 des Stadtbus Dornbirn genutzt werden, da sich die Haltestelle Birkenwiese direkt vor dem Stadionhaupteingang befindet. Zu Fuß ist es eine Wegstrecke von etwa 400 Metern von der Zughaltestelle Schoren der ÖBB.